# シトラマル酸CoAトランスフェラーゼ
シトラマル酸CoAトランスフェラーゼ (citramalate CoA-transferase)は、次の反応を触媒する酵素である。 
アセチルCoA + シトラマル酸 {\displaystyle \rightleftharpoons } 酢酸 + (3S)-シトラマリルCoA
この酵素の基質はアセチルCoAとシトラマル酸、生成物は酢酸と(3S)-シトラマリルCoAである。
この酵素は転移酵素、特にCoA転移酵素に属する。系統名はacetyl-CoA:citramalate CoA-transferase。C5分枝二塩基酸代謝に関わる酵素である。 